# Страчені світанки
«Стра́чені світа́нки» — український художній фільм режисера Григорія Кохана, відзнятий у 1995 році на Національній кіностудії художніх фільмів імені О. Довженка.

## Сюжет
Російські більшовицькі окупанти прагнуть встановити свої порядки на знову окупованих ними землях Західної України. Партизанська армія УПА чинить спротив російській окупації та воює за відновлення Незалежності України. Місцеве населення та родичі вояків УПА як можуть підтримують відважних борців за незалежність у визвольних змаганнях проти російських окупантів, і за це росіяни та їхні посіпаки жорстоко придушують українську людність, розпочавши масові вбивства та виселення українських сімей на Сибір. Вояки УПА намагаються цьому запобігти, але сили надто нерівні… Повстанці можуть лише помститися й покарати катів.

## Акторський склад
- Сергій Романюк — Федько
- Георгій Морозюк — Василенко
- Анастасія Сердюк — Килина
- Володимир Терещук — Тимко
- Світлана Прус — Мариня
- Віктор Степаненко — Сергій
- Олександр Биструшкін — Орлов
- Олена Чинка — Леся
- Микола Боклан — Герасимчук
- Микола Романов — Кисельов
- Олег Примогенов — Майор
- В'ячеслав Дубінін — Здоровань
- Ігор Черницький — Момот
- Сергій Марченко — Сокіл
- Борис Георгієвський — Старший
- Андрій Борисенко — Чумак
- Анатолій Чумаченко — Зарослий
- Станіслав Боклан — Михайло
- Ірина Мельник — Фросина
- Наталія Наум — Федора
- Маргарита Кошелєва — Орися
- Лариса Недін — Текля
- Олександр Синиченко — Василь
- Георгій Поволоцький — Високий
- Вадим Полікарпов — Ковальський
- Петро Панчук — Соцький
- Валерій Легін — епізодична роль
- Галина Долгозвяга — епізодична роль
- Анатолій Барчук — епізодична роль
- Костянтин Артеменко — епізодична роль
- Орест Кушнірюк — епізодична роль
- Леонід Яновський — епізодична роль
- Борислав Борисенко — епізодична роль
- Юрій Коваленко — епізодична роль
- Григорій Кохан — епізодична роль
- Борис Лук'янов — епізодична роль
- Віра Саранова — епізодична роль

## Знімальна група
- Автор сценарію — Григорій Штонь
- Режисер-постановник — Григорій Кохан
- Оператор-постановник — Віталій Зимовець
- Художник-постановник — Василь Заруба
- Композитор — Олег Кива
- Звукооператор — Олександр Цельмер
- Монтажер — Лариса Улицька
- Режисер — Анатолій Кучеренко
- Оператор — Валентин Пономарьов
- Оператор комбінованих зйомок — Олександр Пастухов
- Художник по костюмам — Валентина Горлань
- Художник по гриму — Ніна Одинович
- Редактор — Олександр Кучерявий
- Директор картини — Микола Феденко

## Зміст титрів до фільму
Зміст титрів на початку та наприкінці фільму: в головних ролях, епізодах, знімальна група тощо. Подається оригінальне написання прізвищ, які можуть не відповідати сучасному правопису (наприклад, Сініченко — Синиченко).
Національна кіностудія художніх фільмів імені Олександра Довженка
Творче об'єднання «Промінь»
… Любов удосконалюється з нами так, що ми маємо відвагу на день судний, бо який він, такі й ми на цім світі. — Біблія. Перше соборне послання св. апостола Івана
Страчені світанки
В головних ролях:
- Федько — Сергій Романюк
- Василенко — Георгій Морозюк
- Килина — Анастасія Сердюк
- Тимко — Володимир Терещук
- Мариня — Світлана Прус
- Сергій — Віктор Степаненко
- Орлов — Олександр Биструшкін
- Леся — Олена Чинка

В ролях:
- Герасимчук — Микола Боклан
- Кисельов — Микола Романов
- Майор — Олег Примогенов
- Здоровань — В'ячеслав Дубінін
- Момот — Ігор Черницький
- Сокіл — Сергій Марченко
- Старший — Борис Георгієвський
- Чумак — Андрій Борисенко
- Зарослий — Анатолій Чумаченко
- Михайло — Станіслав Боклан
- Василь — Олександр Сініченко
- Високий — Георгій Поволоцький
- Федора — Наталія Наум
- Фросина — Ірина Мельник
- Оришка — Маргарита Кошелєва
- Текля — Лариса Недін
- Ковальський — Вадим Полікарпов
- Соцький — Петро Панчук

В епізодах:
І. Адамов, М. Адамов, К. Артеменко, А. Барчук, Б. Борисенко, Л. Васютенко, В. Гаврилов, Е. Грейц, Г. Долгозв'яга, Ю. Коваленко, Г. Кохан, І. Кочубей, Л. Кривенко, О. Кушнірюк, В. Левчук, В. Легін, А. Лимаренко, Б. Лук'янов, Й. Мартинюк, Н. Осипенко, О. Осьмак, О. Павлічук, С. Свєтной, С. Саранов, В. Серебрякова, О. Слободський, З. Токарська, І. Шатровий, Г. Штонь, І. Штонь, М. Штонь, Л. Яновський, Ігор Губін, Марійка та Ігор Закришки, Сашко Островий, Вітя Табаченко
Каскадери:
- В. Дубінін
- О. Майстренко
- К. Шекіта

Режисерська група:
- Л. Дяченко
- М. Іллєнко
- Г. Прісіч
- М. Шаповалов

Асистенти:
- звукооператора — А. Коваленко
- оператора — В. Левчук, Є. Успенський
- художника — М. Березін, Г. Махонін

Художник-фотограф — Д. Колосов
Монтажниця — Л. Гребньова
Майстер-костюмер — В. Козик
Майстер-гример — К. Одинович
Майстер-світлотехнік — В. Нечаєв
Майстер-реквізитор — Н. Коваль
Піротехнік — Ю. Логінов
Установник кольору — Н. Чудновець
Установник декорацій — С. Ємельянов
Водії: Б. Білоусов, О. Верзун, С. Годун, П. Савиченко, Л. Севастьянов, М. Царьков, І. Шатровий, В. Шевчук
Освітлювачі: О. Борисов, О. Верзун, С. Свєтной
Адміністративна група: О. Жидкова, І. Ларіна, І. Лопатіна, Л. Луценко, А. Рудіна
Консультанти: В. Кук, І. Шевченко
Симфонічний оркестр Національної телерадіомовної компанії України. Диригент — Володимир Сіренко
Знімальна група щиро дякує всім, хто допомагав створити цей фільм, особисто:
- голові райвиконкому м. Бережани Тернопільської області С. Токарському
- голові селянської спілки ім. Б. Хмельницького Бережанського району М. Шпаку
- жителям сіл Павлів та Куряни, голові сільради с. Куряни Й. Мартинюку
- відділенню Львівської залізниці
- церковним конфесіям м. Бережани
- управлінню громадського харчування
- районному осередку Руху, а також: В. Ващенко, О. Жвирблєвській, І. Корач, І. Олексюку, М. Решетнику, М. Симчишину, В. Якубовському.

Кінець фільму
Національна кіностудія художніх фільмів ім. О. П. Довженка, 1995 рік
Фільм знято на плівці Шосткинського ВО «Свема»